# La Madre Patria chiama!
La Madre Patria chiama! (in russo Родина-мать зовёт!?, Rodina-mat' zovët!) è una colossale statua allegorica, conosciuta anche come Statua della Madre Russia, posta sulla collina di Mamaev Kurgan a Volgograd (fino al 1961 chiamata Stalingrado), in Russia.

## Storia
Inaugurata nel 1967, fa parte di un memoriale dedicato agli eroi della battaglia di Stalingrado (1942-1943) e si trova nella lista delle Sette meraviglie della Russia. La statua è parte di un trittico monumentale commemorativo, insieme al Memoriale sovietico "Retrovie - Fronte" di Magnitogorsk e alla statua del "Guerriero liberatore" nel Treptower Park di Berlino, in quella parte della città che all'epoca era Berlino Est.
Una copia della scultura è installata nella città di Manzhouli, in Cina.

## Descrizione
È una delle statue più alte del mondo, e la statua più alta della Russia, davanti al soldato Alëša del Monumento ai difensori dell'Artico sovietico durante la grande guerra patriottica, a Murmansk. La donna è l'allegoria della Madre Russia ed è alta 52 metri (6 metri in più della Statua della Libertà di New York) oltre alla spada di 33 metri, per un totale di 85 metri. Lo stile scultoreo è tipico del realismo sovietico.
Il peso della scultura è di 7 900 tonnellate (5 500 di calcestruzzo armato precompresso e 2 400 di metallo, prevalentemente acciaio). Lo spessore del calcestruzzo armato è di 25-30 cm, ma la tenuta statica è garantita da un complesso sistema di cavi e tiranti in acciaio.
La spada, dal peso di 14 tonnellate e lunga 28 metri, era costruita in acciaio inossidabile e rinforzata da piastre in titanio. Tuttavia, alla fine dell'agosto 1966, i forti venti hanno rivelato che la spada e la sua struttura di ancoraggio erano soggette a forze laterali che non erano state accuratamente considerate. La punta della spada è stata osservata oscillare di quasi 30 cm in entrambe le direzioni, mettendo a rischio l'integrità del giunto che collega il braccio alla struttura metallica. Questo movimento ha provocato crepe visibili nella superficie di cemento intorno all'area. È stata formata una commissione per indagare ulteriormente, che ha concluso che la spada esistente doveva essere sostituita. Il peso della parte sospesa del mantello è invece di 250 tonnellate.
L'opera è stata ideata dallo scultore Evgenij Vučetič e la progettazione statica è dell'ingegnere Nikolaj Nikitin. Per il volto della statua, l'artista Lev Majstrenko propose come modello quello di Valentina Izotova, una nativa di Volgograd all'epoca ventiseienne.

### Dedica
Sono duecento i gradini, che simboleggiano i 200 giorni della Battaglia di Stalingrado, i quali conducono dal fondo della collina al monumento. La statua appare sia sull'attuale bandiera sia sullo stemma dell'Oblast' di Volgograd.
Il maresciallo dell'Unione Sovietica Vasilij Čujkov è sepolto nell'area del monumento, così come il famoso cecchino sovietico Vasilij Zajcev, che uccise 225 soldati e ufficiali dell'esercito tedesco nella battaglia di Stalingrado.

### Trittico
Il monumento è la parte centrale del trittico, costituito dal memoriale sovietico "Retrovie - Fronte" di Magnitogorsk e la statua "Guerriero liberatore" nel Treptower Park di Berlino.